# Tipulogaster glabrata
Tipulogaster glabrata là một loài ruồi trong họ Asilidae. Tipulogaster glabrata được Wiedemann miêu tả năm 1828.